# Raquel Rodríguez (modella)
Raquel Rodriguez Hidalgo (Cordova, 18 marzo 1974) è una modella spagnola, eletta Miss Spagna nel 1993.

## Biografia
Raquel Rodríguez, rappresentante di Cordova viene incoronata Miss Spagna durante l'evento tenutosi a Benidorm. Successivamente prenderà parte anche a Miss Universo 1994 e si dedicherà a moda e pubblicità. Dopo essersi sposata con l'agente Gorka Arrinda, ha lasciato il mondo dello spettacolo per dedicarsi alla famiglia.